# La Tâche
La Tâche – miejscowość i gmina we Francji, w regionie Nowa Akwitania, w departamencie Charente.
Według danych na rok 1990 gminę zamieszkiwały 103 osoby, a gęstość zaludnienia wynosiła 14 osób/km² (wśród 1467 gmin regionu Poitou-Charentes La Tâche plasuje się na 887. miejscu pod względem liczby ludności, natomiast pod względem powierzchni na miejscu 975.).